# Trevor Pinnock
Trevor Pinnock (ur. 16 grudnia 1946) – angielski dyrygent, klawesynista, zwolennik autentyzmu w muzyce, założyciel zespołu The English Concert.

## Życiorys
Trevor Pinnock w dzieciństwie był chórzystą w katedrze w Canterbury, następnie uczył się gry na organach i klawesynie w Royal College of Music. W 1972 założył zespół The English Concert, który gra na historycznych instrumentach. Wydał z nim między innymi kompozycje Johanna Sebastiana Bacha, Georga Friedricha Händla, Wolfganga Amadeusa Mozarta.
Trevor Pinnock założył również chór The Choir of the English Concert, z którym wydał między innymi dzieła Antonia Vivaldiego, Josepha Haydna. Dokonał ponadto solowych nagrań na klawesynie, między innymi utworów Domenica Scarlattiego i Johanna Sebastiana Bacha.
Komandor Orderu Imperium Brytyjskiego (1992), odznaczony ponadto komandorią francuskiego Orderu Sztuki i Literatury (1998).